# Älska dig till döds
Älska dig till döds är en tonårsroman från 2000 skriven av författaren Meg Cabot. Boken är den första i en serien Hemsökt.

## Handling
Suze är en medlare - sambandet mellan de levande och de döda. Med andra ord, hon ser döda människor. Och de kommer inte att lämna henne ifred tills hon hjälper dem att lösa sina oavslutade affärer med de levande. Men Jesse, det snygga spöket som bor hennes sovrum, verkar inte behöver hennes hjälp. Vilket är en lättnad, eftersom Suze just har flyttat till soliga Kalifornien och planerar att starta nytt, med resor till köpcentret istället för kyrkogården, och surfa istället för att lägga ner tid på nattliga besök av spöken.
Men den allra första dagen på sin nya skola, inser Suze är det inte så lätt. Det finns ett spöke med hämnd i sinnet ... och Suze råkar vara i vägen.